# Ballao (Italie)
Pour les articles homonymes, voir Ballao.
Ballao est une commune italienne de moins de 1 000 habitants située dans la province du Sud-Sardaigne, dans la région Sardaigne.

## Géographie
Le village s'est développé dans un méandre du fleuve Flumendosa. Ballao se situe au croisement des routes SS387 (Cagliari-Muravera) et  SP22 (vers Escalaplano).

## Histoire
Ballao est fondé vers l'an 1300, lorsque les habitants, de l'ancien village nuragique, situé sur une colline voisine, s'installèrent sur une zone bien plus favorable à l'agriculture et l'élevage, dans la vallée près du Flumendosa.
De l'ancien village (aujourd'hui sur la commune de Silius), il ne reste plus que l'église Santa Maria Nuraxi.
La population de Ballao s'est accrue de 1900 à 1960 nonobstant une très forte émigration et la fermeture de sa mine d'antimoine en 1939.
Depuis 1960, le nombre de ses habitants est en déclin et le vieillissement de la population s'accélère à l'instar de la Sardaigne avec le départ des jeunes qui recherchent du travail.

## Monuments et patrimoine
- La fontaine couverte, sa mine abandonnée.
- Sur la commune, il y a aussi 4 églises d'origine byzantine :  
  - Santa Cruxi (Sainte Croix)
  - Sant'Arroccu (Saint Roch)
  - Santa Maria Nuraxi (Sainte Marie de Clopas)
  - Santu Pedru (Saint Pierre) .

## Fêtes et traditions
- Festivités de S. Maria de Nuraxi (Sainte Marie de Clopas), le lundi de Pâques.
- Festivités de la patronne du village, Marie de Magdala, le 22 juillet.

## Administration
| Période                                  | Période  | Identité         | Étiquette | Qualité |
| ---------------------------------------- | -------- | ---------------- | --------- | ------- |
| élu en 2010                              | En cours | Severino Cubeddu |           |         |
| Les données manquantes sont à compléter. |          |                  |           |         |

### Communes limitrophes
Armungia, Escalaplano, Goni, Perdasdefogu, San Nicolò Gerrei, Silius, Villaputzu

### Évolution démographique
Habitants recensés